# LabPlot
LabPlot é um software livre e multiplataforma para a plotagem interativa de gráficos científicos e análise de dados, escrito para o ambiente KDE. É similar ao software proprietário Origin e é capaz de importar seus arquivos de dados.

## História e perspectiva
O LabPlot foi iniciado por Stefan Gerlach, um cientista e administrador de TI na Universidade de Constança. Ele publicou separadamente a liborigin, uma biblioteca para ler os arquivos de projeto OPJ do OriginLab.
Em 2008, os desenvolvedores do LabPlot e do SciDAVis (outro clone do Origin, bifurcação do QtiPlot) "perceberam que seus objetivos de projeto eram muito parecidos" e "decidiram iniciar uma cooperação estreita", com o objetivo de fundir seus códigos em um módulo comum, enquanto manter "duas interfaces, uma com integração completa ao KDE 4 (chamada LabPlot 2.x) e uma sem dependências do KDE (Qt puro, por assim dizer) para utilização multiplataforma mais fácil (chamada SciDAVis)".

## Recursos
O programa utiliza o conjunto de mecanismos do arcabouço Qt para interface gráfica. É integrado com o desktop KDE e possui suporte à operação de arrastar e soltar com os aplicativos do KDE. O manual é escrito para o KDE e obedece aos padrões do Khelpcenter. Possui suporte a scripts através da utilização do Qt Script for Applications (QSA). Plotagens de dados bidimensionais e tridimensionais podem ser renderizadas em uma "folha de cálculo", tanto ao ler diretamente os arquivos de dados ou em uma planilha eletrônica, que o LabPlot suporta. Possui interfaces para muitas bibliotecas, incluindo a Biblioteca Científica GNU para análise de dados, as bibliotecas Qwt3d, para plotagem 3D usando OpenGL, FFTW para transformadas rápidas de Fourier e permite exportação para 80 formatos de imagem e PostScript bruto. Outros recursos incluem suporte para etiquetas LaTeX e Rich Text Format, mascaramento de dados, múltiplos gráficos na mesma folha de cálculo, gráficos de pizza, gráfico de barras/histogramas, interpolação, suavização de dados, ajuste de pico, ajuste não linear de curvas, regressão, decovolução, transformada integral e outros. Os gráficos possuem qualidade de publicação e a interface é traduzida em vários idiomas.